# Herman Gilis
Herman Gilis (Antwerpen, 1951) is een Vlaams acteur en regisseur.
Herman Gilis studeerde in 1972 af aan Studio Herman Teirlinck in Antwerpen. Na zijn studie werkte hij als acteur bij het Fakkeltheater, waar hij Wim Meeuwissen leerde kennen, die hem vroeg bij de Internationale Nieuwe Scène te komen waar hij rollen speelde in onder meer Mistero Buffo. Toen deze groep verdeeld raakte, richtte Gilis met Wim Meeuwissen en Rik van Uffelen De Mannen van de Dam op. De groep had als uitgangspunt te beroeren en ontroeren zoals ook muziek dat doet; niet alleen via het denken. "Als theater nog enig bestaansrecht heeft, is het mensen onmiddellijk een duw geven, waardoor ze uit hun zekerheden stappen en even denken: ‘Wat was dat?’ ‘Something is happening Mr. Jones, but you don’t know what it is’, dat gevoel."
Vanaf 1982 tot 1987 vormde Gillis samen met Pol Dehert, als regisseursduo, de artistieke kern van het Gentse Arcatheater, van 1989 tot 1990 keerde hij hier weer terug om de artistieke leiding te delen met Jos Verbist. Sinds 1998 is Gilis verbonden aan het Ro Theater.
In 1997 werd Gilis bekroond met de Louis d'Or voor zijn rol van Georges in Vrijdag bij Theatergroep Stella.
Hij zette het personage Jos neer in de film uit 2017 "Vele hemels boven de zevende".
- Gemeinsame Normdatei: 1035679264
- International Standard Name Identifier: 0000 0001 3005 7436
- Virtual International Authority File: 301905618
- WorldCat: E39PBJx4jCT3T8PgdcBcddT4MP